# Xystoena vittata
Xystoena vittata är en skalbaggsart som beskrevs av Francis Polkinghorne Pascoe 1866. Xystoena vittata ingår i släktet Xystoena och familjen långhorningar. Inga underarter finns listade i Catalogue of Life.